# Papp Imre (jogász)
Papp Imre (Győr, 1971. június 19.) magyar jogász, volt szakállamtitkár, egyetemi oktató, az Eötvös Loránd Tudományegyetem Állam- és Jogtudományi karának volt egyetemi adjunktusa.

## Tanulmányai
1989-ben érettségizett a győri Révai Miklós Gimnáziumban, majd felvételt nyert az Eötvös Loránd Tudományegyetem Jogtudományi Karára, ahol 1994-ben szerzett jogi doktorátust.

## Jogászi pályafutása
Diplomájának megszerzése után rövid ideig az Országgyűlés jogi szakértője volt, majd átkerült a Belügyminisztériumhoz, ahol miniszteri főtanácsadóként dolgozott 1998-ig. 1999 és 2002 között az Alkotmánybíróság főtanácsadója volt. Ekkor visszatért a kormányzati igazgatásba, az Igazságügy-minisztérium közjogi helyettes államtitkára lett, majd a 2006-os szerkezeti átalakítások után az Igazságügyi és Rendészeti Minisztérium közjogi szakállamtitkárává nevezték ki. Tisztségét 2009-ig töltötte be.

## Oktatói pályafutása
Diplomázása után az egyetemen is kapott állást, az alkotmányjogi tanszék oktatója lett. 1999-ben megkapta adjunktusi kinevezését. Ezen kívül a győri Széchenyi István Egyetemen, ill. a Bibó István Szakkollégiumban is tanított, 1996 és 2002 között utóbbi igazgatója is volt.

## Kutatási területei
- Idegenrendészet, menekültügy, kisebbségek, állampolgársági jog, gyülekezési jog.

## Művei
Több tankönyv, egyetemi jegyzet szerzője.[forrás?]